# Henry Carter Stuart
Henry Carter Stuart, född 18 januari 1855 i Wytheville, Virginia, död 24 juli 1933 i Elk Garden,  Russell County, Virginia, var en amerikansk demokratisk politiker. Han var Virginias guvernör 1914–1918.
Stuart var en förmögen affärsman som arbetade som bankdirektör och som sysslade med boskapsuppfödning på sin ranch. År 1914 efterträdde han William Hodges Mann som guvernör och efterträddes 1918 av Westmoreland Davis. Under Stuarts tid som guvernör röstade Virginias invånare ja till alkoholförbud i en folkomröstning. Stuart hade ursprungligen varit av den åsikten att frågan borde avgöras lokalt men han behövde politiskt stöd från förbudsförespråkarna och stödde i gengäld för deras stöd starkt förbudssidan i folkomröstningen. Harry F. Byrd som senare blev en mäktig politisk boss i Virginia inledde sin karriär i delstatspolitiken under Stuarts tid som guvernör. Stuart stödde Byrds första kampanj till delstatssenaten. Till Hopewell skickade guvernör Stuart delstatens milis för att stävja oroligheterna i den snabbt växande krigsindustriorten.